# Escáner coronario
Escáner coronario, o coro-CT, es un examen de tomodensitometría que permite visualizar las arterias coronarias.

## Historia
Los primeros escáneres no estaban adaptados a la exploración cardiaca: la obtención de un simple corte necesitaba de varios segundos lo cual es impracticable para un órgano móvil.
En los años 80 aparecieron los escáneres de obtención rápida a través de los cuales se logró adquirir una imagen en menos de 100 ms volviendo posible examinar el corazón. Sin embargo, la resolución de estos seguía siendo insignificante para examinar las arterias coronarias que tienen entre 1 y 3 mm de diámetro por lo cual, estos escáneres fueron esencialmente utilizados para diagnosticar las calcificaciones presentes en estas arterias las cuales se vieron correlacionadas al riesgo de accidentes cardiacos.
Es así como, desde la aparición de los escáneres denominados “multidetectores”, se ha logrado conseguir simultáneamente múltiples planos de un mismo corte.

## Técnica
Para obtener estas imágenes no pueden utilizarse sino unos escáneres relativamente recientes, llamados “multidetectores” (disponibles a partir de 1999), los cuales permiten la adquisición simultánea de múltiples planos de cortes cercanos así como la reconstrucción tridimensional del órgano analizado. Los primeros exámenes fueron llevados a cabo a comienzos del 2000 con “escáneres 8” que arrojaban una imagen muy mediocre y con 16 cortes. Los escáneres de la última generación permiten la adquisición simultánea de 64 cortes y presentan una resolución espacial que puede llegar a ser inferior a medio milímetro.
Por otro lado, el corazón es un órgano móvil y por lo tanto, es cuadridimensional, lo cual quiere decir que tiene cuatro dimensiones entre las cuales se encuentra el tiempo por lo que su estudio en un solo paso es técnicamente imposible. Para solucionar lo anterior es necesario realizar varias tomas y encajarlas en el mismo momento del ciclo cardiaco el cual es definido por el electrocardiograma que a su vez se pone sistemáticamente en cada examen. Lo anterior implica además un ritmo cardiaco no muy rápido, que se pueda lentificar artificialmente por inyecciones de β-bloqueantes, así como una regularidad del ciclo cardiaco. La frecuencia cardiaca es menos limitante en los escáneres de última generación que poseen dos fuentes de emisión de rayos X que en los que tienen una sola fuente.
Este examen necesita utilizar un medio de contraste yodado (- una inyección de 40-90 cm³ de yodo- teniendo en cuenta las contraindicaciones que esto presenta (alergias, insuficiencia renal) el cual se inyecta simplemente en una vena del brazo diferenciándolo de la coronarografía que necesita de una punción de una arteria y de la introducción de una guía o catéter hasta el nivel del corazón. Cabe resaltar que el cálculo entre el retraso óptimo entre la inyección y el comienzo de la obtención de la imagen es un factor importante en la calidad de las mismas por lo cual, para estimarlo puede realizarse una prueba inyectando un pequeño volumen del medio de contraste y midiendo el tiempo en el que éste aparezca en la raíz de la aorta para poder utilizarse como activador automático de la adquisición.
Para la obtención de las imágenes es necesario un estado de apnea, es decir, de una completa inmovilización respiratoria que sea del orden de 10 segundos la cual permite obtener múltiples centenas de cortes del corazón.
El examen puede ser ambulatorio (sin hospitalización) y el paciente debe estar en ayunas.
No obstante, este examen no es realizable en todos los pacientes puesto que hay que tener en cuenta la presencia de calcificaciones importantes, de irregularidades del ritmo cardiaco e incluso de la imposibilidad por parte del paciente de mantenerse inmóvil y en apnea lo cual que podría llevar a que el resultado no pueda ser analizado.
La irradiación es del orden de 10 a 15 mSv, y sigue el protocolo utilizado según el escáner (es superior con los escáneres de última generación, con 64 cortes simultáneos). Ésta es significativa (equivalente a cerca de 600 radiografías pulmonares) y sensiblemente superior a la empleada en una coronarografía clásica. Además es teóricamente suficiente para, teóricamente, aumentar el riesgo de ciertos cánceres a muy largo plazo pero puede ser sensiblemente disminuida reduciendo la intensidad de la radiación durante la sístole,  momento del ciclo cardiaco en que la definición tridimensional es de menor importancia ya que las arterias coronarias son esencialmente visibles en diástole, cuando los ventrículos son los que están más llenos.

## Resultados
Se obtienen varios millones de cortes transversales de la caja torácica (para un escáner de 64 cortes) en diferentes momentos del ciclo cardiaco. Las imágenes son reagrupadas todos los 10% de este último con el fin de obtener una reconstrucción (10 por ciclo).
Un tratamiento informático permite obtener la reconstrucción tridimensional del corazón la cual el manipulador podría mover en el espacio, utilizando un software. Las técnicas de coloración permiten ver mejor las arterias coronarias.
Un segundo tratamiento informático de la imagen permite aplanar cada coronaria cuyo camino es normalmente tortuoso y cuya integralidad no puede ser visualizada en un solo plano de corte. A través de este método, la coronaria, en particular su calibre y la presencia o ausencia de estrechamiento (estenosis), puede ser analizada en una sola imagen.
El contenido en calcio de una arteria puede ser evaluada (score de calcio). Este score puede ser estimado con un escáner clásico, sin inyección, y requiere una irradiación menor que la de un escáner coronario. Si el score es de una magnitud importante, la imagen subyacente se degrada, haciendo difícil el análisis de la arteria coronaria.
El volumen ventricular puede ser evaluado en sístole y en diástole lo cual permite calcular la fracción de eyección la cual es un índice importante de la calidad del músculo cardiaco.
Asimismo, las demás estructuras torácicas pueden ser analizadas.

## Posición actual frente a la coronarografía
Su uso ha sido testigo de recomendaciones por las sociedades científicas de Estados Unidos publicadas en el 2010. El examen de referencia para visualizar las coronarias continúa siendo la coronarografía la cual se trata de un examen invasivo que requiere de hospitalización con servicio especializado y de una punción arterial y usando un catéter con fluoroscopia. En contraparte, permite tratar al mismo tiempo el estrechamiento de la arteria coronaria detectada por una angioplastia.
El escáner cardiaco es un examen relativamente simple, indoloro, poco peligroso si se tienen en cuenta las contraindicaciones. Las dosis de rayos X hacen que no pueda ser repetido fácilmente: se necesita de una irradiación substancial del paciente en términos de rayos X, netamente más importante que una simple radiografía e incluso que una coronarografía simple, lo cual lleva a un riesgo moderado más cuantificable de sufrir un cáncer. Permite evitar la coronarografía si muestra la ausencia de lesiones significativas en las arterias coronarias (valor predictivo negativo alto, cerca al 96%). Su especificidad es sin embargo, más baja (75% tomando la coronarografía como examen de referencia). Esta dosis no permite naturalmente tratar las lesiones detectadas ni deformar la luz de una arteria luego de detectar estas lesiones. Su utilización en la visualización de bypass aorto-coronarios ha sido validada. La evaluación de la permeabilidad de los stents se mantiene difícil a evaluar debido a que el metal que los componen reduce la calidad de la imagen y solo los stents lo suficientemente grandes pueden ser visualizados correctamente.

## Perspectivas
La multiplicación de planos de corte lleva al mejoramiento de la imagen, los modelos que aparecieron en el 2007 con 320 detectores, permiten una mejor calidad de las imágenes.
Ciertos escáneres pueden trabajar simultáneamente con rayos X de dos energías diferentes, lo cual permite una mejor caracterización de los tejidos.
El gran reto continúa siendo en disminuir la irradiación. Varias técnicas están siendo puestas a prueba: la modulación de la corriente que sigue la señal electrocardiográfica et la ventana de adquisición que sigue a la anterior.